# Harris Joseph Ryan
Harris Joseph Ryan (Condado de Pike (Pensilvânia), 8 de janeiro de 1866 — 3 de julho de 1934) foi um engenheiro elétrico estadunidense.
Ryan é conhecido por suas contribuições à transmissão de potência em alta voltagem, recebendo por isto a Medalha Edison IEEE. Ryan foi eleito membro da Academia Nacional de Ciências dos Estados Unidos.